# Божерянов, Николай Николаевич
Никола́й Никола́евич Божеря́нов (1811—1876) — русский учёный XIX века в области судовых паровых машин, корабельный инженер-механик, член Морского учёного комитета, инспектор классов и первый преподаватель нового в России предмета — паровой механики в инженерном морском училище, гардемаринских и офицерских классах Морского корпуса, писатель, автор трудов по паровой механике. За книгу «Теория паровых машин» удостоен половинной Демидовской премии, первым в Корпусе инженеров-механиков флота был пожалован чином генерал-майора. После выхода в отставку возглавлял Комитет об устройстве пожарных инструментов.

## Биография
3 января 1823 года поступил учеником в Училище корабельной архитектуры, которое в 1827 году было переименовано в Кондукторские роты Учебного морского рабочего экипажа и переведено в Морской корпус. В апреле 1830 года Божерянов вместе с М. М. Окуневым и А. С. Тупылевым, первыми по списку окончивших обучение, были произведёны в прапорщики Корпуса корабельных инженеров и оставлены в училище преподавателями. Божерянов вёл курс математики и механики.
С 1832 года Божерянов читал в офицерских и гардемаринских классах Морского корпуса новый для отечественного флота курс корабельной паровой механики, введённый директором корпуса адмиралом И. Ф. Крузенштерном. Учебники и учебные пособия по этому курсу в России ещё не издавались. Божерянов создал курс лекций, по которым был впоследствии издан учебник «Судовая механика». В 1834 году Божерянов был произведён в подпоручики. С 1835 года начал сотрудничать с создателями первой российской универсальной энциклопедии — «Энциклопедического лексикона» А. Плюшара. В 1837 году за отличие единовременно награждён 700 рублями. 3 апреля 1838 года был произведён в поручики и награждён 1000 рублями единовременно. 27 июля 1839 года назначен помощником инспектора классов кондукторских рот Учебного морского рабочего экипажа. 30 марта 1841 года произведён в штабс-капитаны.
В 1842 году написал книгу «Описание изобретения и постепенного усовершенствования паровых машин», а в 1849 вторую часть этой книги — «Теорию паровых машин», изданную отдельно. Книга была высоко оценена учёными Э. X. Ленцем и Б. С. Якоби и удостоена половинной Демидовской премии — самой престижной наградой в России XIX столетия за выдающиеся научные достижения. Представляя работу Божерянова, секретарь Петербургской Академии наук академик П. Н. Фус отметил: «Главное изобретение нашего века… паровая машина не может не сделаться также предметом науки». Вся последующая деятельность Божерянова была посвящена подготовке технических кадров для военно-морского флота. 15 апреля 1845 года он был произведён в капитаны.
В 1853 году Божерянов построил модель кормовой части судна с движителем, который ранее предложил С. О. Бурачёк. Благодаря водопротокам судно получало поступательное и вращательное движение. Движитель был прообразом гидрореактивного двигателя. В Западной Европе первые опыты с водопротоками на моделях были проведены лишь в 1856 году. 25 июня 1853 года произведён в чин подполковника. В 1856 году награждён орденом Святого Станислава 2 степени. В 1855 году в журнале «Морской сборник» была опубликована статья Божерянова «Описание американской плавучей батареи „Фультон первый“, построенной в 1814 году».
6 мая 1857 года был назначен инспектором классов Инженерного и артиллерийского училища Морского ведомства (преобразовано из Кондукторских рот Учебного морского рабочего экипажа в 1856 году). 8 сентября 1859 года произведён в полковники. В 1862 году назначен членом учебного совета академического курса морских наук, преподавал практическую механику на кораблестроительном факультете Военно-морской академии.
В 1866 году переведён в Корпус инженер-механиков флота с оставлением в должности инспектора классов училища. 16 апреля 1867 года Божерянов произведён за отличие в чин генерал-майора. Божерянов стал первым генералом Корпуса корабельных инженер-механиков флота.
В 1872 году, когда морское инженерное училище было переведено из Санкт-Петербурга в Кронштадт, Божерянов отказался уезжать из столицы и 13 ноября был назначен членом комитета морских учебных заведений. В 1875 году был награждён орденом Святой Анны 1-й степени и уволен в отставку. За 40-летнюю службу по учебной части, к ранее назначенной пенсии в 1961 рубль, ему было назначено добавочно 280 рублей.
В 1876 году в Санкт-Петербурге был образован Комитет об устройстве пожарных инструментов, который возглавил Н. Н. Божерянов. Первой работой комитета стали сравнительные испытания пожарных насосов. Для проведения этих исследований Божерянов разрабатывал способы измерения и правила оценки.
Был похоронен на Смоленском православном кладбище; могила не сохранилась.

## Награды
- орден Святой Анны 1 степени (13 апреля 1875);
- орден Святого Станислава 1 степени (28 марта 1871);
- орден Святого Владимира 3 степени (1869);
- орден Святого Владимира 4 степени (1866);
- орден Святой Анны 2 степени (1864);
- орден Святого Станислава 2 степени (1856)[2].